# FrieslandCampina

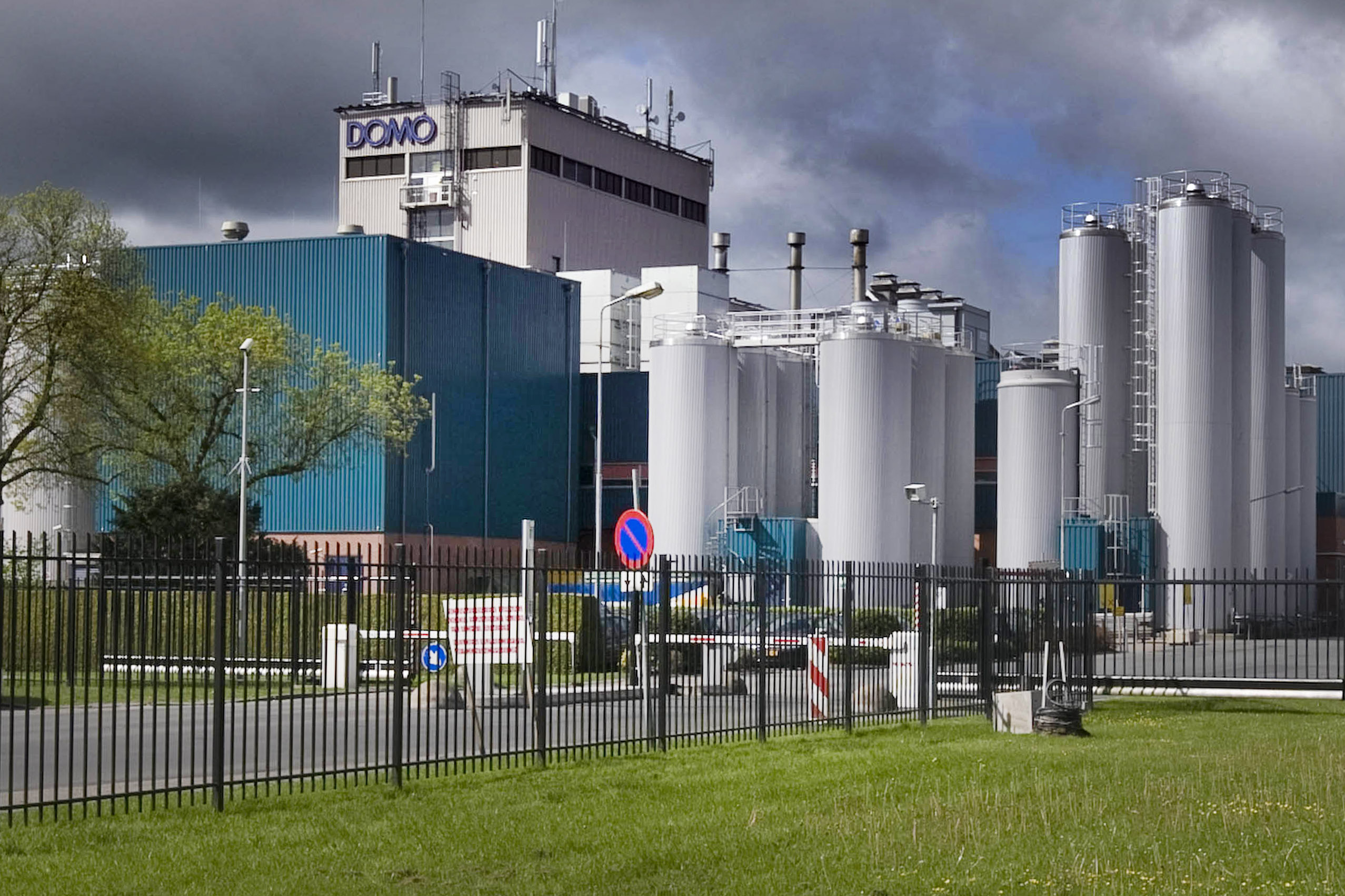
FrieslandCampina Domo in Bedum, Niederlande (2012)

Die Koninklijke FrieslandCampina N.V., beheimatet in den Niederlanden, ist ein multinationales Unternehmen, das für private und professionelle Verwender und für die Lebensmittelindustrie ein großes Sortiment an Milcherzeugnissen und Fruchtgetränken entwickelt, herstellt und vermarktet. 

## Geschichte
Das Unternehmen ging Ende 2008 aus der Fusion der Unternehmen Friesland Foods und Campina BV hervor. Marken sind zum Beispiel Friesche Vlag, Chocomel, Valess, Frico, Fristi, Dutch Lady, Appelsientje, Milner, Campina, Optiwell und Mona.
Es verfügt über 100 Produktionsstandorte und Niederlassungen in insgesamt 38 Ländern (Stand: 2020).
2008 wurde die SATRO GmbH in Lippstadt Teil des Geschäftsbereichs Ingredients (Zutaten) der Koninklijke FrieslandCampina.
Zum 1. Januar 2009 trennte sich FrieslandCampina von seinem Standort Prenzlau, der dortige Betrieb wurde an die Uckermärker Milch GmbH veräußert. Ein Teil der bisherigen Produktion von FrieslandCampina wurde zum Firmenstandort in Köln verlagert, hier wurden 10 Millionen Euro investiert.
Seit 5. Januar 2009 darf sich das Unternehmen Königlich (niederländisch Koninklijke) nennen, dies hat Königin Beatrix dem Unternehmen mit diesem Datum mitgeteilt.
Am 15. Juni 2022 gab Friesland Campina bekannt, dass die Unternehmensgruppe Theo Müller das Deutschlandgeschäft von Landliebe übernehmen wird.  Am 20. Juni 2022 stimmten der Aufsichtsrat von Friesland Campina sowie der Mitgliederrat der Molkereigenossenschaft dem Verkauf zu. Das Bundeskartellamt stimmte dem Verkauf im Februar 2023 unter Auflagen zu.

## Struktur
Im Zuge der Umstrukturierungsmaßnahmen nach der Fusion wurde das Unternehmen 2009 in folgende vier Geschäftsbereiche gegliedert: Consumer Products Western Europe, Consumer Products International, Cheese & Butter und Ingredients.
Der Geschäftsbereich Ingredients besteht aus den operativ tätigen Unternehmen FrieslandCampina Domo, FrieslandCampina DMV, FrieslandCampina Kievit (in diese wurde Satro eingegliedert), FrieslandCampina Creamy Creation, FrieslandCampina Nutrifeed und DFE Pharma (50/50-Gemeinschaftsunternehmen mit CVC Capital Partners).

## Tochterunternehmen
FrieslandCampina Germany GmbH – Marken: Landliebe, u. a.